# NGC 6380

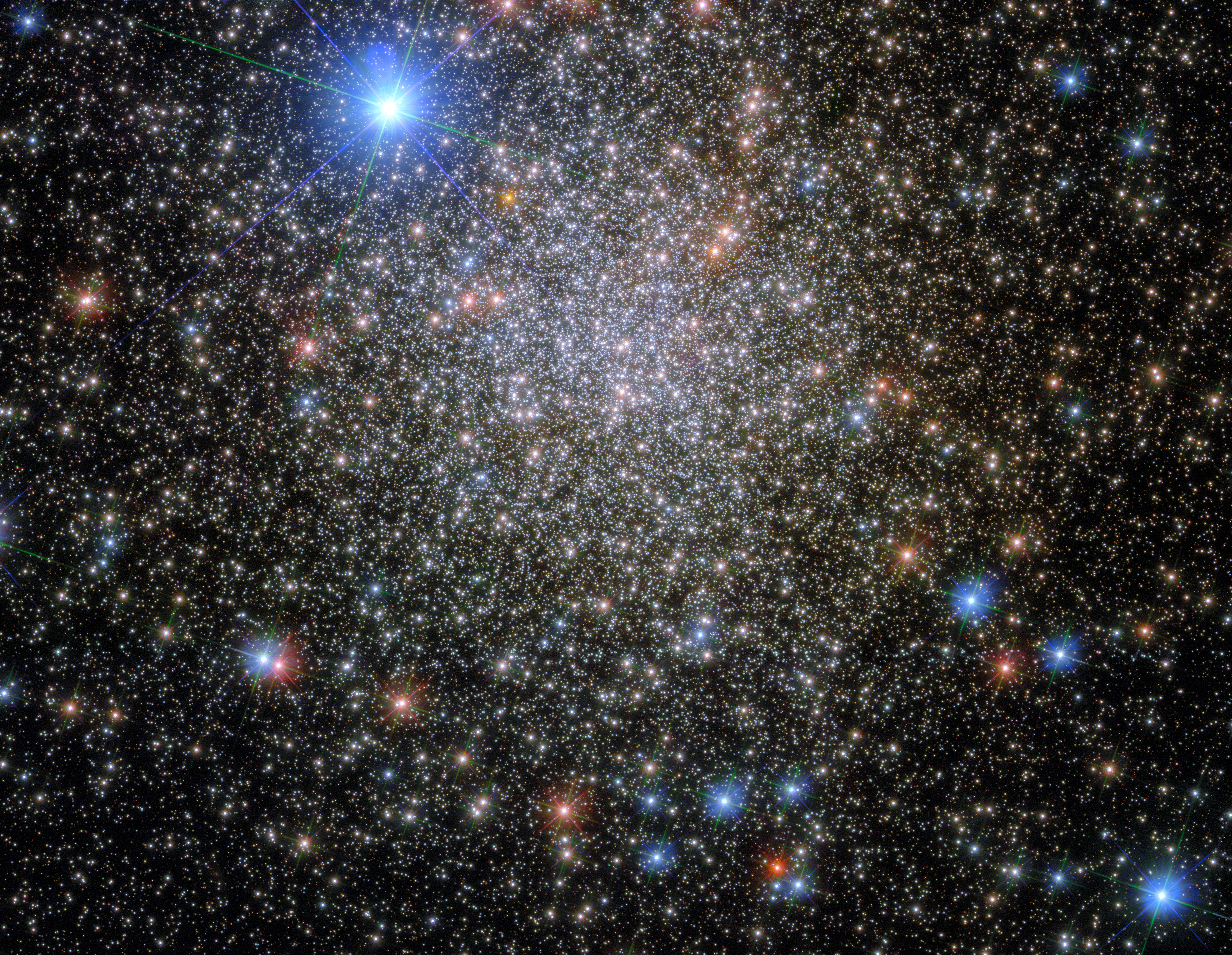
NGC 6380

NGC 6380 este un roi globular din constelația Scorpionul. Acesta a fost descoperit inițial de James Dunlop în 1826, care l-a numit Dun 538. Opt ani mai târziu, în 1834, a fost redescoperit independent de John Herschel, care l-a numit H 3688. Clusterul a fost redescoperit în 1959 de Paris Pișmiș, care l-a catalogat ca Tonantzintla 1. 